# Кетер, Джозеф
Джозеф Кетер — кенийский бегун. Олимпийский чемпион 1996 года на дистанции 3000 метров с препятствиями.
В финальном забеге на 3000 метров с/п на Олимпиаде в Атланте вырвал победу на финише у легендарного Мозеса Киптануи, опередив его всего на 1,21 секунду.
Джозеф включён в Зал славы вооружённых сил Кении.